# 陳雄威
陳雄威（1978年7月3日—），為台灣體育主播，現任DAZN主播。

## 經歷
- 電影公司
- 緯來體育台記者兼主播
- ESPN台灣台體育主播
- 民視新聞台《挑戰新聞》主持人（2012年12月10日～2015年6月24日）
- 民視新聞台記者兼主播
- 美國職棒看民視賽事主播
- 民視台灣台體育主播
- ELEVEN SPORTS體育主播（2017年～2023年）
- ELEVEN SPORTSLamigo桃猿主場賽事主播（2017年3月～2019年）
- ELEVEN SPORTS樂天桃猿主場賽事主播（2020年～2023年）
- DAZN體育主播（2024年～）
- DAZN樂天桃猿主場賽事主播（2024年～）

## 外部連結
- 陳雄威在台灣棒球維基館上的頁面（繁體中文）
- 陳雄威的Facebook專頁
- 陳雄威的部落格 （页面存档备份，存于）